# Neuville-au-Plain
Neuville-au-Plain è un comune francese di 109 abitanti situato nel dipartimento della Manica nella regione della Normandia.

## Società

### Evoluzione demografica
Abitanti censiti